# Petite rivière Bellefeuille
Pour les articles homonymes, voir Bellefeuille.
La Petite rivière Bellefeuille est un affluent de la rivière Bellefeuille, coulant dans le territoire non organisé de Rivière-Ojima et les municipalités de Authier et Authier-Nord, dans la municipalité régionale de comté (MRC) de Abitibi-Ouest, dans la région administrative de l'Abitibi-Témiscamingue, au Québec, au Canada.
La Petite rivière Bellefeuille coule entièrement en territoire forestier. La foresterie constitue la principale activité économique de ce bassin versant ; les activités récréotouristiques, en second.
Le bassin versant de la Petite rivière Bellefeuille est desservie par le chemin de Bellefeuille (sens est-ouest) et le chemin des 6e et 7e rang (sens est-ouest).
Annuellement, la surface de la rivière est habituellement gelée de la mi-novembre à la mi-avril, toutefois la circulation sécuritaire sur la glace se fait généralement de la mi-décembre à la fin mars.

## Géographie
La Petite rivière Bellefeuille prend sa source à l'embouchure du lac Profond (longueur : 0,9 km dans le sens nord-sud ; largeur : 0,5 km ; altitude : 332 m). Situé en zone forestière et de marais pour la partie sud-ouest. Ce lac chevauche la limite entre la municipalité de Taschereau et le territoire non organisé de Rivière-Ojima. Ce lac en forme de triangle est situé à 1,4 km à l'ouest d'une montagne dont le sommet atteint 390 m et à 2,2 km à l'ouest du chemin du Nord.
L'embouchure du lac Profond est située à 4,1 km au nord du chemin de fer du Canadien National ; à 7,7 km au nord-ouest du centre du village de Taschereau ; et à 11,5 km au sud-est de l'embouchure de la « Petite rivière Bellefeuille ».
Les principaux bassins versants voisins du Petite rivière Bellefeuille sont :
- Côté nord : rivière Macamic, Petite rivière Macamic ;
- Côté est : Petite rivière Macamic, lac Chicobi, rivière Chicobi ;
- Côté sud : rivière Bellefeuille, ruisseau Royal-Roussillon, rivière Loïs, rivière Villemontel ;
- Côté ouest : rivière Bellefeuille, lac Macamic, rivière Loïs, ruisseau Royal-Roussillon.

À partir de sa source, la Petite rivière Bellefeuille coule sur environ 20 km selon les segments suivants :
- 3,9 km vers le nord-ouest, puis le nord, jusqu'à un ruisseau (venant de l'est) ;
- 2,1 km vers le nord-ouest, jusqu'à la route du 3e et 4e rang (sens nord-sud) ;
- 3,1 km vers le nord-ouest, jusqu'à la route du 4e et 5e rang (sens est-ouest) ;
- 9,1 km vers le nord-ouest, en serpentant jusqu'à un ruisseau (venant de l'est) ;
- 2,3 km vers le nord-ouest, en serpentant jusqu'à son embouchure[2].

L'embouchure de la Petite rivière Bellefeuille est localisé à :
- 6,6 km à l'est de l'embouchure de la rivière Bellefeuille ;
- 14,5 km au nord-est du centre du village de Macamic ;
- 33,7 km au nord-est de l'embouchure de la rivière La Sarre
- 50,9 km à l'est de la frontière de l'Ontario ;
- 98,7 km au nord-est de l'embouchure du lac Abitibi (en Ontario) ;
- 64,5 km au nord du centre-ville de Rouyn-Noranda.

L'embouchure de la Petite rivière Bellefeuille est située dans un coude de rivière sur la rive nord-est de la rivière Bellefeuille. De là, cette dernière rivière coule sur 9,1 km vers l'ouest jusqu'à la rive est du lac Macamic face à une presqu'île s'avançant vers le nord-ouest et venant de la rive est du lac. De là, le courant traverse le lac Macamic vers le nord-ouest sur 5,4 km. Le lac Macamic se déverse dans la rivière La Sarre (longueur : 42,1 km) laquelle se déverse à son tour sur la rive nord-Est du lac Abitibi. De là, le courant traverse le lac Abitibi vers l'ouest sur 83,4 km jusqu'à son embouchure, en contournant cinq grandes presqu'îles s'avançant vers le nord et plusieurs îles.
À partir de l'embouchure du lac Abitibi, le courant emprunte le cours de la rivière Abitibi, puis de la rivière Moose pour aller se déverser sur la rive sud de la baie James.

## Toponymie
Cet hydronyme et celui de la rivière Bellefeuille évoque l'œuvre de vie du sulpicien Charles Lefebvre de Bellefeuille. Il a fondé en 1837 la maison du Lac-Abitibi. Ce missionnaire a laissé le récit de son voyage dans le rapport sur les missions du diocèse catholique de Québec de 1839 sous le titre de Relalions de la mission faite en 1837 par M. de Bellefeuille chez les Sauvages du lac Abbittibbi. Jadis, les Amérindiens dénommaient ce cours d'eau : « rivière Kakameonan ».
Le toponyme « Petite rivière Bellefeuille » a été officialisé le 5 décembre 1968 à la Commission de toponymie du Québec, soit à la création de cette commission.